# Ray Charles and Betty Carter
Ray Charles and Betty Carter — студийный альбом американских исполнителей Рэя Чарльза и Бетти Картер, выпущенный в 1961 году на лейбле ABC Records. 
Песня «Baby, It’s Cold Outside» поднялась до первой строчки в ритм-н-блюзовом хит-параде журнала Billboard и 91-й «горячей сотни».
В 1988 году вышло переиздание альбома от Dunhill c дополнительными треками. В 1991 году альбом был переиздан под названием Just You, Just Me с таким же расширенным списком песен.

## Отзывы и признание
| Оценки критиков               | Оценки критиков |
| Источник                      | Оценка          |
| ----------------------------- | --------------- |
| AllMusic                      | [ 3 ]           |
| Encyclopedia of Popular Music | [ 4 ]           |

| Оценки критиков | Оценки критиков |
| Источник        | Оценка          |
| --------------- | --------------- |
| AllMusic        | [ 5 ]           |

Ричард С. Джинелл в рецензии для AllMusic: «Между ними, безусловно, существует мощное, часто сексуальное взаимопонимание — Чарльз в его манере исполнения сладких баллад, Картер с её уникальным пронзительным, дрейфующим высоким регистром — и они определенно зажигают в заслуженно знаменитом исполнении „Baby, It’s Cold Outside“. Основная проблема заключается в аранжировках Марти Пейча для струнных и хора, которые слишком часто переходят грань патоки, в то время как его оркестровки для биг-бэнда гораздо более доступны для прослушивания. Более того, сладость Чарльза тоже может стать немного приторной, хотя в „Takes Two to Tango“ появляется некоторая выдержка». Рецензент журнала Cash Box написал: «Все составляющие указывают на чрезвычайно успешный альбом: захватывающие вокальные данные Рэя Чарльза, яркие трели Бетти Картер, интеллектуальные оркестровки Марти Пейча с вокалистами Джека Халлорана, написанные в „in vital spots“. Все мелодии подходят для дуэта, а стили Рэя и Бетти идеально сочетаются друг с другом». Комментируя переиздание, в Cash Box отметили, что это один из самых востребованных джазовых предметов для коллекционеров, а также, что «сочетание голосов Чарльза и Картера — огня и льда — придает этому „свиданию 1961 года“ неповторимый колорит». Музыкальный критик Уилл Фридуолд отметил, что «самое замечательное в альбоме, что ни один из них не является в точности Нельсоном Эдди или Джанетт Макдональд. Здесь у вас два самых отчётливых голоса в американской музыке, его высокий и писклявый, её ещё выше и писклявее — но оба совершенно обезоруживающие». В музыкальном справочнике The Mojo Collection заявили, что альбом наполнен виртуозными легкими джазовыми вокальными дуэтами между «Гением соула» и «Бетти-Бибоп».

## Список композиций
1. «Ev’ry Time We Say Goodbye» (Коул Портер) — 4:41
2. «You and I» (Мередит Уилсон) — 3:28
3. «Goodbye / We’ll Be Together Again» (Гордон Дженкинс / Карл Фишер, Фрэнки Лэйн) — 3:20
4. «People Will Say We’re in Love» (Оскар Хаммерстайн II, Ричард Роджерс) — 2:51
5. «Cocktails for Two» (Сэм Кослоу, Артур Джонстон) — 3:15
6. «Side by Side» (Гарри М. Вудс, Гас Кан) — 2:23
7. «Baby, It’s Cold Outside» (Фрэнк Лессер) — 4:10
8. «Together» (Лью Браун, Бадди Де Сильва, Рэй Хендерсон) — 1:35
9. «For All We Know» (Дж. Фред Кутс, Сэм М. Льюис) — 3:44
10. «Takes Two to Tango» (Эл Хоффман, Дик Мэннинг) — 3:22
11. «Alone Together» (Говард Дитц, Артур Шварц) — 4:45
12. «Just You, Just Me» (Джесси Грир, Рэймонд Клейджес) — 2:04

Бонус-треки переиздания 1988 года
1. «But On the Other Hand Baby» (Рэй Чарльз, Перси Мэйфилд) — 3:11
2. «I Never See Maggie Alone» (Гарри Тилсли, Эверетт Линтон) — 5:37
3. «I Like to Hear It Sometime» (Джоди Эдвардс) — 2:50

## Участники записи
- Бетти Картер — вокал
- Рэй Чарльз — вокал, клавишные
- Хэнк Кроуфорд — альт-саксофон
- Дэвид Фатхед Ньюман — тенор-саксофон
- Лерой Купер — баритон-саксофон
- Билл Питман — гитара
- Эдгар Уиллис — бас-гитара
- Мел Льюис, Бруно Карр — ударные
- The Jack Halloran Singers — бэк-вокал
- Марти Пейч — аранжировщик, дирижер
- Сид Феллер — продюсер

## Чарты

### Оригинальное издание
| Чарт (1961)                    | Высшая позиция |
| ------------------------------ | -------------- |
| США (Cash Box Monaural Albums) | 30             |
| США (Cash Box Stereo Albums)   | 33             |

### Переиздание
| Чарт (1988—1989)                       | Высшая позиция |
| -------------------------------------- | -------------- |
| США (Billboard Top Jazz Albums)        | 7              |
| США (Cash Box Jazz Albums)             | 28             |
| США (Cash Box Indie Jazz Albums)       | 3              |
| США (Cash Box Traditional Jazz Albums) | 13             |